# Stiftung Friedehorst

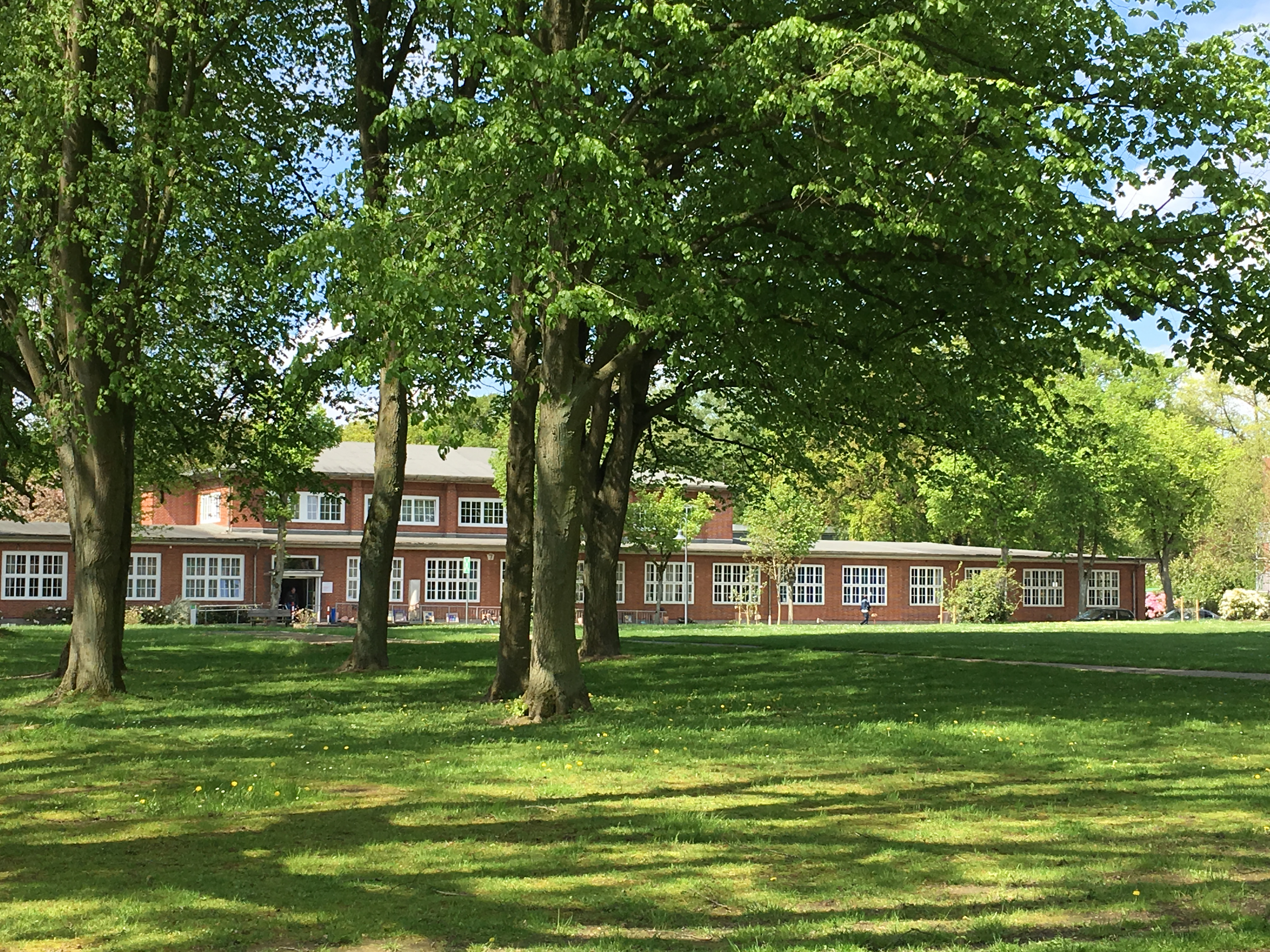
Blick auf den zentralen Platz auf dem Campus Friedehorst, hinten ist Haus 7 zu sehen

Die Stiftung Friedehorst ist eine diakonische Stiftung des kirchlichen Rechts in Bremen-Lesum, Rotdornallee 64, die mit 1300 Mitarbeitenden unter anderem Leistungen in der Altenpflege, beruflichen Wiedereingliederung und Rehabilitation sowie der Behindertenhilfe erbringt. Sie entstand 1947 auf dem Gelände einer ehemaligen Wehrmachtskaserne, auf Initiative des Office of Military Government for Germany (U.S.) (OMGUS).

## Vorgeschichte

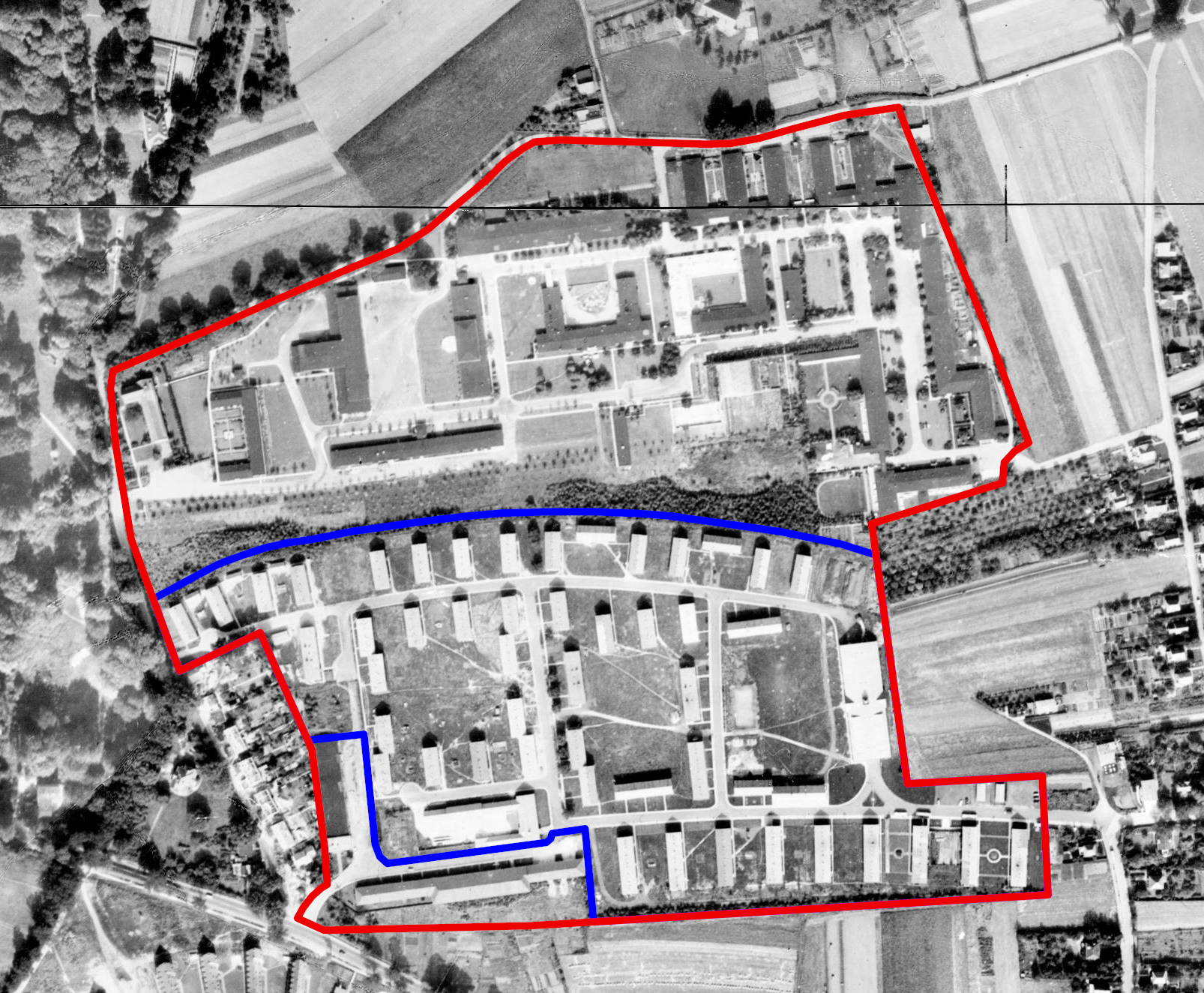
Luftbild von 1956 mit Umring der Flak-Kaserne (rot), darin Umring Camp Lesum (blau); das damalige Friedehorstgelände (vormals Lesum Barracks) liegt nördlich von Camp Lesum

### Wehrmachtskaserne
Von 1934 bis 1938 wurden vom NS-Regime in ganz Deutschland 532 Kasernenanlagen errichtet, unter anderem in Huckelriede und Grohn. Im Bestreben, die damals zu Preußen gehörende Gemeinde Lesum durch Ansiedelung der Wehrmacht aufzuwerten, vermittelte der NSDAP-Bürgermeister Fritz Köster den Ankauf von ca. 30 Hektar landwirtschaftlicher Nutzfläche zwischen der heutigen Rotdornallee und dem Holthorster Weg für den Bau einer Kaserne. Im nördlichen und westlichen Bereich des Geländes wurden zahlreiche, zumeist eingeschossige Unterkunfts- und Funktionsgebäude aus Ziegelsteinen gemauert, die von der Scheinwerferabteilung des Flakregiments 26 bezogen wurden. Von diesen Gebäuden sind heute (2024) nur noch einige wenige auf dem Gelände der Stiftung Friedehorst erhalten, sowie das heutige Eldon-Burke-Haus an der Charlotte-Wolff-Allee und einem seitlichen Anbau am heutigen Berufstrainingszentrum des Berufsförderungswerk Friedehorst, Pastor-Diehl-Str.61, in der Südwestecke des Gesamtareals. Am östlichen Rand des Areals nahe der heutigen Rotdornallee Nr. 30 befand sich im 2. Weltkrieg eine Flak-Geschützstellung. Etwa 10 Hektar Fläche im südlichen Bereich blieben weitgehend unbebaut (siehe Camp Lesum).

### US-Army Lesum Barracks
Nach dem 8. Mai 1945 besetzten zunächst die britischen Truppen die von Kriegseinwirkungen unbeschädigte Anlage. Mit Bildung der US-amerikanischen Enklave innerhalb der Britischen Besatzungszone wurde die Anlage als Lesum Barracks von der US-Army übernommen, von Dezember 1945 bis April 1946 zu einem allgemeinen Militärkrankenhaus umgebaut und als solches von Detachment A, 121st General Hospital der US-Army bis 1947 genutzt. Als die Liegenschaft von der US-Army aufgegeben wurde, sollten die Gebäude gesprengt werden. Doch der Medical Officer beim OMGUS, Weinbrenner, beauftragte Eldon Ray Burke (1898–1993) von der „Church of the Brethren“, als Zivilist für die CRALOG tätig, die Lesum Barracks für karitative Zwecke an den Verein für Innere Mission zu übergeben (der die Immobilie von der Bundesvermögensverwaltung zunächst pachtete und später kaufte). So wurde 1947 in ökumenischer Zusammenarbeit von amerikanischen und deutschen Einrichtungen der freien Wohlfahrtspflege die Einrichtung Friedehorst geschaffen.

## Entwicklung und Ausbau

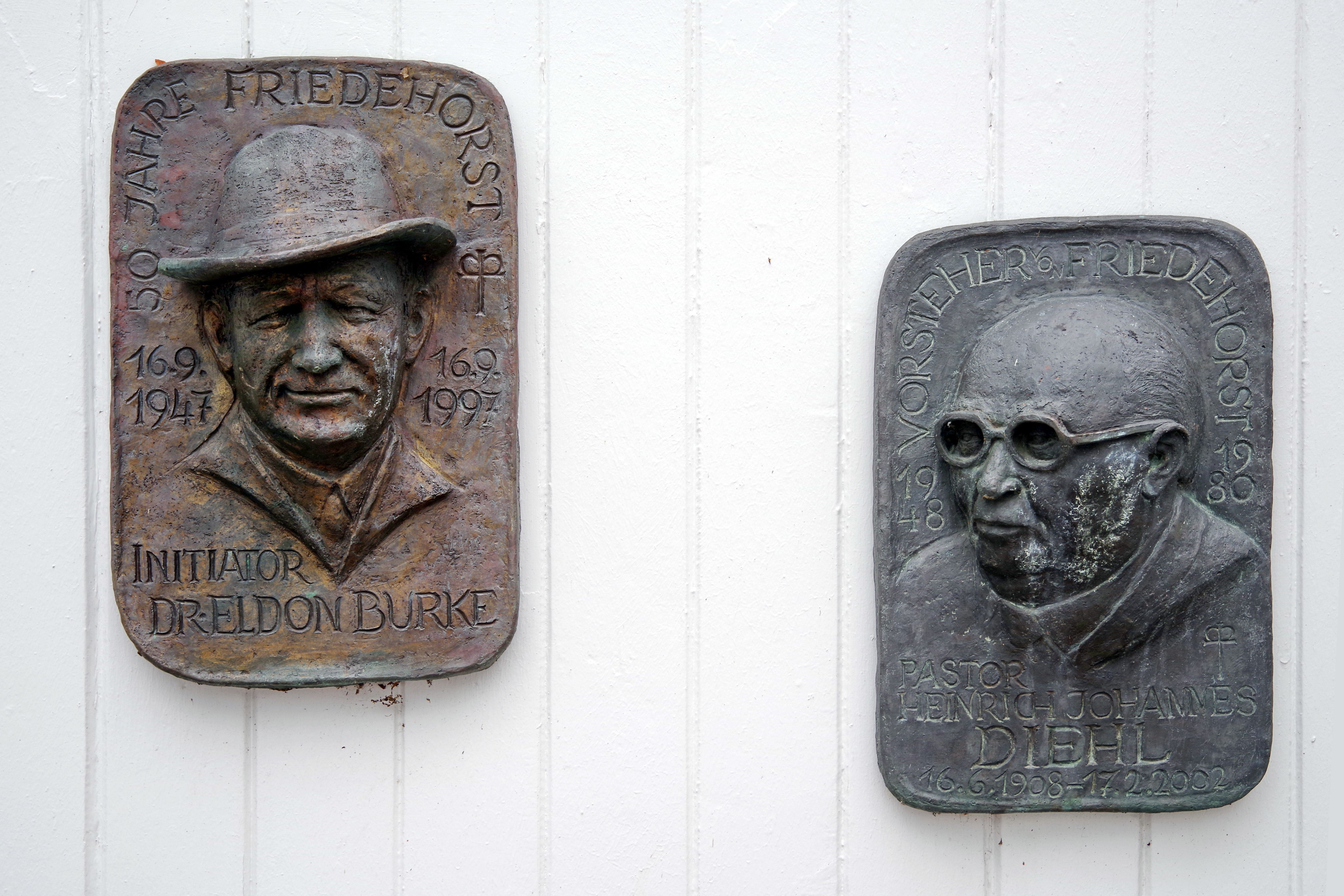
Plaketten (Burke und Diehl) an der Kirche

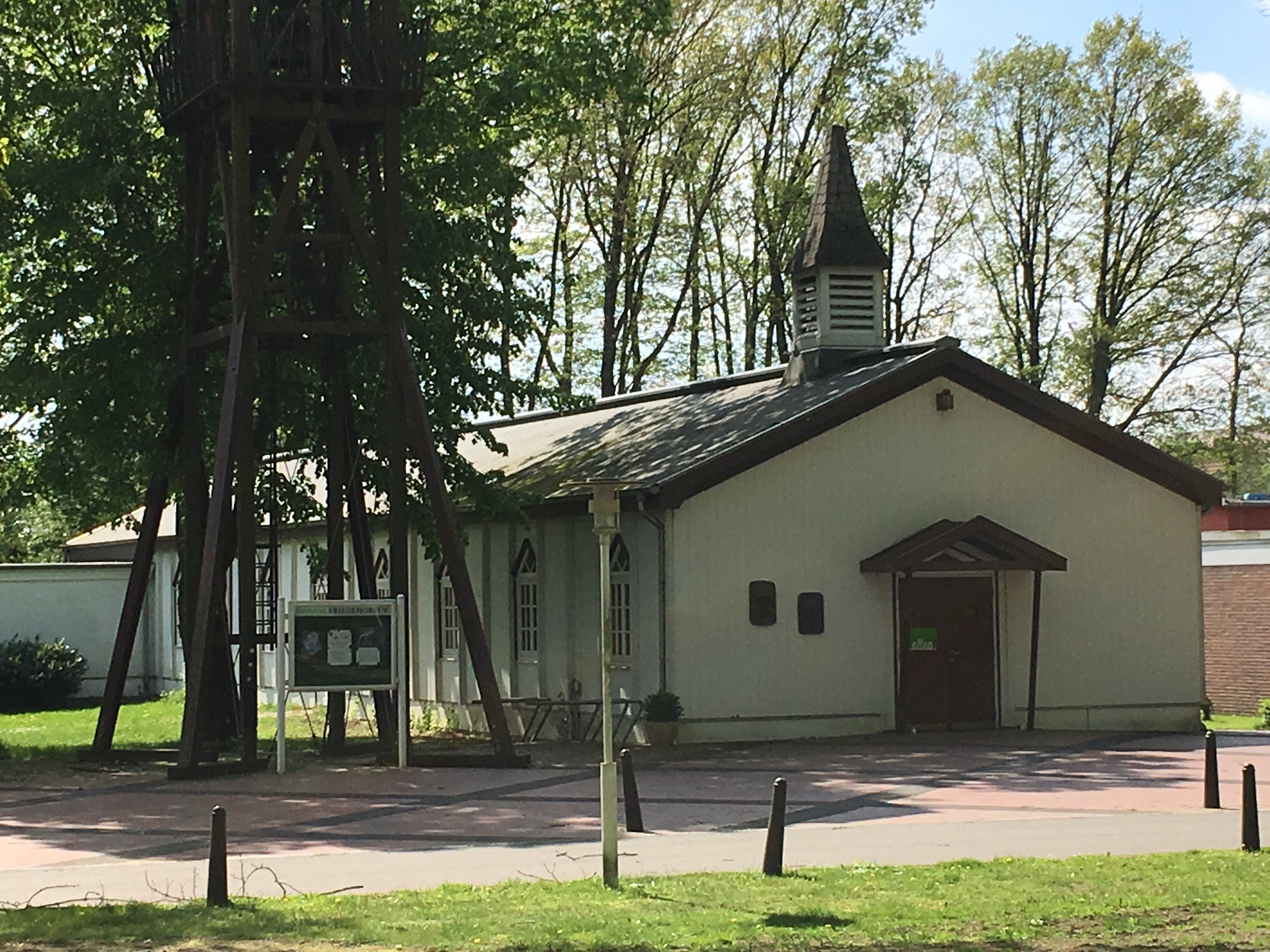
Eingang der Kirche auf dem Stiftungsgelände Friedehorst

Friedehorst-Vereinigte Anstalten der Inneren Mission in der Bremer Diakonie wurde am 19. September 1947 gegründet. Der Name sollte nach einem Vorschlag des ersten Leiters der Einrichtung Bodo Heyne nach dem Krieg als Friedensbotschaft und für einen Horst, als Nest für Geborgenheit, stehen. Eldon Burke begleitete die Aufbauarbeiten von Friedehorst mit u. a. Lebensmittel- und Kleiderspenden. Die Gebäude wurden in den kommenden Jahren saniert und umgebaut und Ende 1947 konnten bereits 50 Betroffene aufgenommen werden. Das Diakonissenmutterhaus nutzte ein Gebäude für eine Tuberkulosestation und später als orthopädische Klinik. Erster Vorsteher der Anstalten war von 1948 bis 1980 Pastor Heinrich Johannes Diehl.

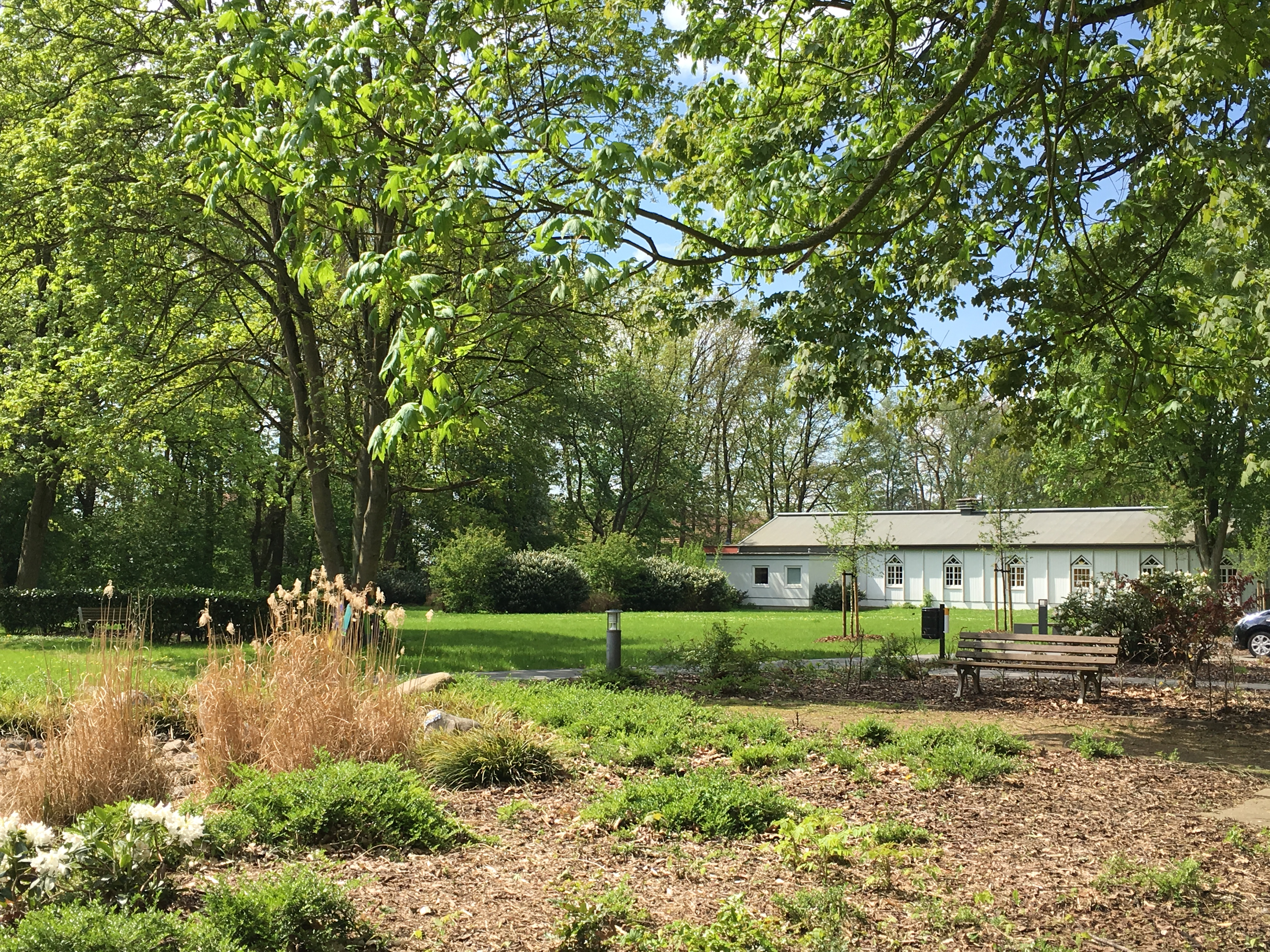
Blick auf die Kirche des Stiftungsgeländes Friedehorst

1956 war Friedehorst die erste Einrichtung in Norddeutschland, die Ausbildungskurse zur Altenpflege sowie für die speziellen Bedürfnisse junger behinderter Menschen anbot. 1957 wurde ein Berufsbildungswerk zusammen mit einem Lehrlingsheim eingerichtet. Ein Wohnheim, eine therapeutische Einheit und eine Sonderschule wurden eingerichtet. 1962 endete die Pachtzeit durch den Ankauf des Geländes, wobei die Bremische Evangelische Kirche die Hälfte dafür spendete. Das Gelände umfasst heute (2016) rund 27,5 Hektar einschließlich des Friedehorstparks (ca. 9 Hektar). Die Gründung des eigenständigen Vereins Friedehorst – Vereinigte Anstalten der Inneren Mission e. V. erfolgte 1962.
1964 wurde die Ausbildung von körperbehinderten Menschen auf eine andere Einrichtung übertragen und Friedehorst richtete ein Berufsförderungswerk für Umschulungsmaßnahmen ein. Es entstanden Arbeitswerkstätten und ein Schüler-Internat. Das Lehrlingsheim wurde zum Wohnheim für körperbehinderte Erwachsene umgebaut. Es bestanden nun die drei Bereiche zur Pflege älterer Menschen, zur Unterstützung behinderter Menschen und zur beruflichen Rehabilitation.
1974 entstand ein neues Gebäude für die Altenpflege.
Das Kuratorium Deutsche Altershilfe erkannte das Haus als Modellprojekt an. Weitere bestehenden Pflegestationen mussten umgebaut und neu ausgestattet werden.
1985 wurden als vierte Einheit das Neurologische Rehabilitationszentrum (NRZ) für Kinder, Jugendliche und junge Erwachsene eingerichtet und 1997 das Gebäude dafür vergrößert. Für das NRZ konnte im Mai 2005 ein Elternhaus errichtet werden. Ein weiterer Neubau für die Erwachsenen-Reha nahm 2013 den Betrieb auf. 2020 wurde das NRZ an die Johanniter abgegeben.

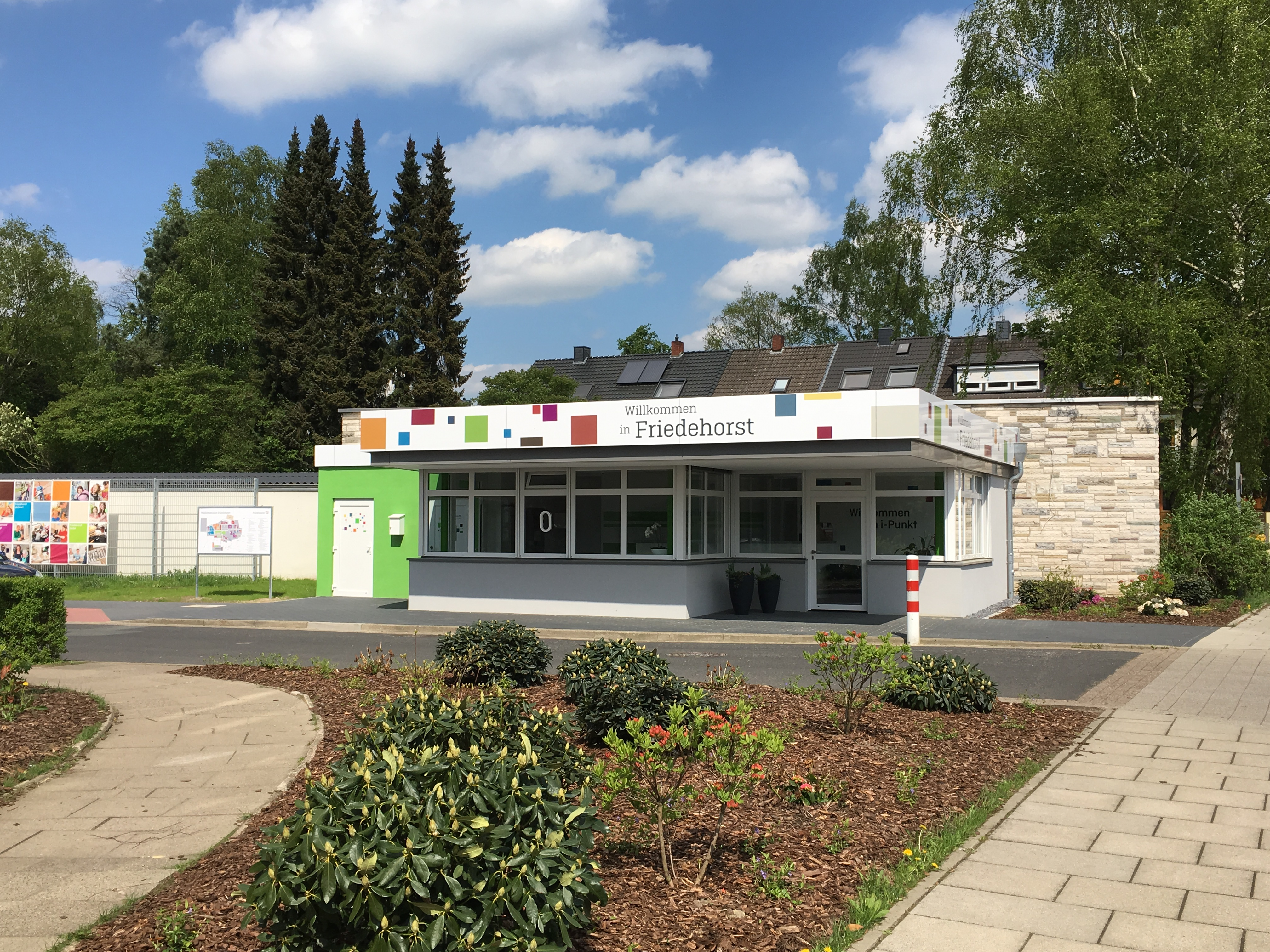
Hauptzufahrt auf das Gelände an der Rotdornallee

Im Behindertenbereich wurden in den 1980er und 1990ern die traditionellen Heimstrukturen zu Gunsten individueller Entwicklungen und sozialer Integration verändert. Die Bewohner wohnen nun in überschaubaren, häuslichen Gemeinschaften und externen Wohngruppen in verschiedenen Bremer Stadtteilen. Die therapeutischen Werkstätten wurden zu Tagesförderstätten umgewandelt.
1996 entsteht das erste Appartementhaus für ältere Menschen für das Servicewohnen. Bis 2005 entstehen zwei weitere Häuser. Es wird ein ambulanter Pflegedienst angeboten.
Ende der 1990er richtete Friedehorst eine neurologische Schwerstpflege-Station für 20- bis 60-Jährige, wie z. B. Wachkomapatienten, und ein Kinderhaus ein. 2000 wechselte die orthopädische Klinik des Diakonissenmutterhauses seinen Standort. 2003 wurden ein Haus zur Pflege älterer Menschen und neue Wohnungen für Menschen mit körperlichen und geistigen Behinderungen in Bremen-Walle sowie das Bodo-Heyne-Haus für Menschen mit Behinderungen und Menschen mit Korsakow-Syndrom in der Bremer Neustadt gegründet. Seit 1997 vergrößerte das Berufsförderungswerk das Trainings- und Beratungsangebot. Spezielle Integrationsprogramme im Nordwesten Deutschlands finden statt. Eines der Gebäude in Bremen-Lesum erhielt 2004 den Namen Eldon-Burke-Haus, des Initiators von Friedehorst.
2003 wird der Förderverein frie gegründet, der Förderverein für den Behindertenbereich von Friedehorst e.V. (mittlerweile Förderverein der Friedehorst Teilhabe Leben gGmbH e.V.)
2004 wurde aus rechtlichen und wirtschaftlichen Erfordernissen Friedehorst umgewandelt in die Stiftung Friedehorst als Dachorganisation und die Friedehorst gGmbH und ihren Tochtergesellschaften. Die vier Bereiche gehörten zunächst der Friedehorst gGmbH an. Der Verein Friedehorst wurde ebenfalls 2004 gegründet und unterstützt die Stiftung. 2024 wurde der Verein aufgelöst.
2006 wird der ambulante Kinderhospizdienst Jona gegründet.
Die Umstrukturierung von 2007 führten zu den eigenständigen Gesellschaften der vier Bereiche Pflege, Menschen mit Behinderung, das Rehazentrum und der Personaldienstleister Parat. Das Berufsförderungswerk Friedehorst-Bremen gehört weiterhin der Friedehorst gGmbH an.
2007 eröffnete das evangelisch-diakonische Nebelthau-Gymnasium mit einer 5. Klasse. Die Trägerschaft für das Gymnasium wurde Ende 2019 an einen Elternverein übergeben. 2009 eröffnete die Dienste für Senioren und Pflege ihre erste Tagespflege und 2010 die neue Pflegeklinik der Dienste für Senioren und Pflege mit den Einrichtungen Da Vinci und Via Vita (Schwerstpflege für junge Menschen). Das Gebäude nach Plänen von Haslob, Kruse + Partner wurde mit dem BDA-Preis 2010 ausgezeichnet. 2010 wurde ein Haus für Dienste für Menschen mit Behinderung eingeweiht. 2013 konnten das neue Kinderhaus Mara, ehemals Kinderlebenszentrum Jona, den Betrieb aufnehmen. 2013 fand nach Finanz- und Führungskrisen und der Forderung nach einer allgemeinen Gehaltseinbuße ein Führungswechsel bei der Stiftung statt.
2018 wird der Bereich Dienste für Menschen mit Behinderungen in Friedehorst Teilhabe Leben gGmbH umfirmiert.
Bedeutend ist der Zweig der beruflichen Förderung, insbesondere bei psychisch beeinträchtigten Menschen. Friedehorst hat 11 Außenstellen (2025), die sich um die Integration oft schwer vermittelbar Menschen auf dem Arbeitsmarkt bemühen.
Seit 2024 laufen Planungen zur Umgestaltung des Friedehorst-Areals (bisher amtlich „Krankenanstalt Innere Mission“ genannt) zu einem ökologischen und inklusiven Wohnviertel, das „Eldon-Burke-Quartier“ genannt werden soll.

## Gesellschaften der Stiftung
Zur Stiftung Friedehorst gehört der ambulante Kinderhospizdienst Jona, der Familien mit einem schwerstkranken oder -behinderten Kind oder in denen ein Elternteil palliativ erkrankt ist im häuslichen Umfeld begleitet.
Die Stiftung  ist zudem Trägerin folgender Gesellschaften:
- Friedehorst gGmbH
- Zentrale Dienste Friedehorst gGmbH (Gründung 2023)
- Berufsförderungswerk Friedehorst gGmbH mit Außenstellen u. a. in, Bremerhaven, Cloppenburg, Hildesheim, Leer, Lingen, Oldenburg, Osnabrück, Stade, Verden und Wilhelmshaven sowie mit dem Friedehorst Kolleg für die Aus- und Weiterbildung in Pflegeberufen auf dem Friedehorst Campus in Lesum und einem Beruflichem Trainingszentrum (btz) in Lesum
- Dienste für Senioren und Pflege Friedehorst gGmbH mit Angeboten der ambulanten Betreuung wie Tagespflege und mobilem Pflegedienst und vier stationären Angeboten, davon eines in Bremen-Walle
- Friedehorst Teilhabe Leben mit Wohnangeboten für Menschen mit geistigen Behinderungen im gesamten Stadtgebiet, Tagesförderstätte, Therapeutikum sowie ambulanten Angeboten
- Söffge-Friedehorst-Service GmbH mit einem Anteil von 52 %

Die Parat Personal und Service GmbH wurde 2022 liquidiert. Die Friedehorst Mobil gGmbH ist 2023 mit der Dienste für Senioren und Pflege gGmbH verschmolzen.
Die Trägerschaft für das Nebelthau-Gymnasium – ehemals Evangelische Schule Friedehorst von 2007 – wurde Ende 2019 an den Elternverein der Schule abgegeben. Die nach dem Stifter und Speditionskaufmann Eduard Nebelthau benannte evangelische Schule bietet Unterricht der Jahrgangsstufen 5–12 und Ganztagsangebot.
Das Neurologische Rehazentrum wurde 2020 an die Johanniter abgegeben und besteht am gleichen Standort unter dem Namen „Neurologisches Rehabilitationszentrum Friedehorst“ fort.

## Führung der Stiftung
- Pastor Manfred Meyer,  Vorsteher
- Bettina Wegner,  kaufmännische Vorständin
- André Grobien, Kuratoriumsvorsitzender der Stiftung